# 645
645 је била проста година.

## Догађаји
- Александрија се подиже против арапске власти, на појаву византијске флоте од 300 бродова, а византијске снаге поново заузимају град. Абдулах ибн Сад, арапски гувернер Египта, креће у напад и поново га преузима. Почиње да гради муслиманску флоту.
- Платон, егзарх (царски гувернер) Равене, врши инвазију на јужну долину Пада. Лангобарди под краљем Ротаријем побеђују га на обалама реке Панаро (код Модене); 8.000 царских војника је убијено.
- 10. јул – Иши инцидент: Принц Нака-но-Ое и Фуџивара но Каматари убијају Сога но Ируку током државног удара у царској палати. Царица Кођоку је принуђена да абдицира са престола у корист свог млађег брата Котокуа, 49 година, који постаје 36. цар Јапана.
- Котоку ствара нови град у Наниви и премешта главни град из провинције Јамато. Главни град има морску луку, успоставља спољнотрговинске и дипломатске односе.
- Цар Котоку успоставља Таика реформу: земљишну реформу засновану на конфучијанским идејама и филозофијама из Кине.
- 1. мај – Први сукоб у рату Гогурјео-Танг: Кинеска експедициона војска под вођством цара Таизонга од Танга прелази реку Лиао у Гогурјео (једно од три краљевства Кореје).
- 18. јул – Танг снаге под командом Ли Шиџија које су кренуле југоисточно ка реци Јалу ставили су под опсаду стратешку тврђаву Анси Цити (у провинцији Лиаонинг).
- Септембар – Таизонг није у могућности да заузме тврђаву Анси коју је бранио корејски генерал Јанг Манчун. Залихе хране су при крају, он повлачи своје снаге, окончавајући опсаду Ансија.